# In the Silence
In the Silence – anglojęzyczny album islandzkiego artysty, Ásgeira, wydany na CD jesienią 2013 przez wytwórnię One Little Indian (numer katalogowy TPLP1207CD). W styczniu 2014 ukazała się wersja cyfrowa płyty z dodatkowym nagraniem, „Soothe This Pain” (numer katalogowy TPLP1207DL). To druga płyta studyjna Ásgeira Trausti. Pierwszym singlem został utwór pt. „King and Cross”. Album zawiera utwory z debiutanckiej, islandzkiej płyty (oryginalne teksty napisał ojciec muzyka, Einar Georg Einarsson) przetłumaczone przez Johna Granta.

## Lista utworów

### CD
| Nr  | Tytuł utworu         | Długość |
| --- | -------------------- | ------- |
| 1.  | „Higher”             | 3:23    |
| 2.  | „In the Silence”     | 3:56    |
| 3.  | „Summer Guest”       | 3:45    |
| 4.  | „King and Cross”     | 3:33    |
| 5.  | „Was There Nothing?” | 3:49    |
| 6.  | „Torrent”            | 3:37    |
| 7.  | „Going Home”         | 4:52    |
| 8.  | „Head in the Snow”   | 4:16    |
| 9.  | „In Harmony”         | 4:18    |
| 10. | „On That Day”        | 3:53    |
|     |                      | 39:22   |

### Wersja cyfrowa (Bonus Edition)[2]
| Nr  | Tytuł utworu         | Długość |
| --- | -------------------- | ------- |
| 1.  | „Higher”             | 3:22    |
| 2.  | „In the Silence”     | 3:54    |
| 3.  | „Summer Guest”       | 3:44    |
| 4.  | „King and Cross”     | 3:32    |
| 5.  | „Was There Nothing?” | 3:48    |
| 6.  | „Torrent”            | 3:36    |
| 7.  | „Going Home”         | 4:50    |
| 8.  | „Head in the Snow”   | 4:14    |
| 9.  | „In Harmony”         | 4:18    |
| 10. | „On That Day”        | 3:45    |
| 11. | „Soothe This Pain”   | 4:27    |
|     |                      | 43:30   |

### Australia Deluxe
- + „Lupin Intrigue” 4:42

## Personalia
Na podstawie materiału źródłowego:
- Ásgeir Trausti Einarsson – muzyka, śpiew, gitara, aranżacje, instrumenty klawiszowe, fortepian, bas, programowanie, werbel
- Guðmundur Kristinn Jónsson – realizacja dźwięku, produkcja, miksowanie, programowanie
- Sigurður Guðmundsson – asysta realizatora dźwięku, instrumenty klawiszowe, fortepian, bas, chórki, programowanie, fisharmonia
- Kristinn Snær Agnarsson – asysta realizatora dźwięku, perkusja, bębny, werbel
- Samúel Jón Samúelsson – róg, puzon
- Friðjon Jónsson – asysta realizatora dźwięku
- Styrmir Hauksson – konsultant miksowania
- Dave Bascombe – miksowanie
- Mandy Parnell – mastering
- John Grant – tłumaczenia